# Глоуб (театар)
Театар Глоуб (енгл. Globe Theatre, : ), или само Глоуб од. Глобус (енгл. Globe), назив је за три позоришта у Лондону која су везана уз име Вилијама Шекспира.
1. Оригинални Глоуб је лондонско позориште у којем су извођене драме Вилијама Шекспира. Позориште су 1599. саградила два брата, Катберт и Ричард Барбиџ, која су имала половину деоница; друга половину су делили Шекспир и други чланови глумачке групе.[1] Позориште је као осмоугласто високо здање. Унутрашњи простор је био овалан, без крова у централном делу, са уграђеним ложама и галеријама. На дан играња неке представе, над театром Глоуб се вијорила застава, како би људи из целог Лондона били обавештени. Изгорело је 1613. године за време извођења Шекспировог комада Хенри VIII.
2. Глоуб је поново изграђен 1614. и затворен 1642. године, те потпуно уништен 1644. године.[1]
3. Модерна реконструкција оригиналног Глоуба започела је 1987. године[1], и под именом „Шекспиров театар Глоуб” (енгл. Shakespeare's Globe Theatre). Отворен је у сезони 1997.

## Локација
Истраживањем старих имовинских записа утврђено је да се земљиште на коме се налазио Глоуб протеже од западне стране данашњег Саутхварк Бриџ Роуда према истоку до Портер Стрита и од Парк Стрита према југу до задњег дела Гејтхаус Сквера. Међутим, тачна локација зграде остала је непозната све док мали део темеља, укључујући једну оригиналну пристаничку базу, 1989. године није открило Одељење за лондонску археологију (данас Музеј археологије Лондона) испод паркинга у задњем делу Сидрена тераса у Парк Стриту. Облик темеља је поново изграђен на површини. Како се већи део темеља налази испод Терасе Сидра 67–70, нису допуштена даља ископавања.

## Историја
Глоуб је био у власништву глумаца који су такође били акционари у Лорд Чембрлеин Мена. Двојица од шест акционара Глоуба, Ричард Барбиџ и његов брат Катберт Барбиџ, држали су половину капитала, тј. сваки по 25%; остала четворица мушкараца, Шекспир, Џон Хемингес, Аугустин Филипс и Томас Поуп држали су једну акцију, или 12,5%. (Првобитно је Вилијам Кепм требало да буде седми партнер, али је свој део продао четворици мањинских акционара, оставивши их са више од првобитно планираних 10%). Ова почетна подела се временом мењала како су се приклјучивали нови акционари. Шекспиров удео се у току његове кариеје смањио се са 1/8 на 1/14, или на отприлике 7%.
Глоуб је саграђен 1599. године од дрвета из претходног театра, које је саградио отац Ричарда Барбиџа, Џејмс Барбиџ, у Шордиџу 1576. Барбиџ је првобитно право закупа 21 годину, места где је позориште изградио, али је градио без обзира на то. Међутим, власник земље Џајлц Ален тврдио је да је зграда његова након истека закупа. 28. децембра 1598, док је Аллн славио Божић у својој сеоској кући, столар Питер Стрит, уз помоћ глумаца и њихових пријатеља, демонтирао је позориште греду по греду и превезао га до складишта уз риву у близини Брајдвела. Почетком бољих временских прилика следећег пролећа, материјал је превезен преко Темзе да би се реконструисао као Глоуб у неким мочварним вртовима јужно од места Мејдн Лејн, Саутворк. Цамо стотину метара удаљен од запуштене обале Темзе, комад земље се налазио у близини подручја пољопривредног земљишта и отворених поља. Била је слабо исушена и, без обзира на удаљеност од реке, била је подложна поплави у тренуцима нарочито јаке осеке; морало се створити "пристаниште" (обала) уздигнуте земље са облогама од дрвета да би зграда била изнад нивоа поплаве. Ново позориште било је веће од претходне зграде, при чему је старија дрвена грађа поново коришћене као део нове конструкције; Глобе није био само ново позориште које је постављено на Бенксајду. Вероватно је завршена до лета 1599. године, у време продукције Хенрија Петог и његове познате референце на перформанс који је затворен у „дрвеном О“. Давер Вилсон, међутим, одлаже датум отварања до септембра 1599, сматрајући да је референца "дрвено О" омаловажавајућа и да је мало вероватно да ће се користити у наступној инсценацији Глоуба.
Дана 29. јуна 1613. Глоуб се запалило током представе Хенри Осми. Позоришни топ, коришћен током представе, букнуо је, запаливши дрвене греде. Према једном од ретких преживелих докумената догађаја, нико није повређен, осим човека чијe су запаљене панталоне гашене боцом пива. Обновљена је следеће године.